# Shizuishan
Shizuishan (chiń. 石嘴山; pinyin Shízuǐshān) – miasto o statusie prefektury miejskiej w północnych Chinach, w regionie autonomicznym Ningxia, nad rzeką Huang He. W 2010 roku liczba mieszkańców miasta wynosiła 141 027. Prefektura miejska w 1999 roku liczyła 686 738 mieszkańców. Ośrodek wydobycia węgla kamiennego, hutnictwa metali, przemysłu maszynowego, chemicznego, ceramicznego i spożywczego.

## Podział administracyjny
Prefektura miejska Shizuishan podzielona jest na:
- 2 dzielnice: Dawukou, Huinong,
- powiat: Pingluo.